# Paul Citroen

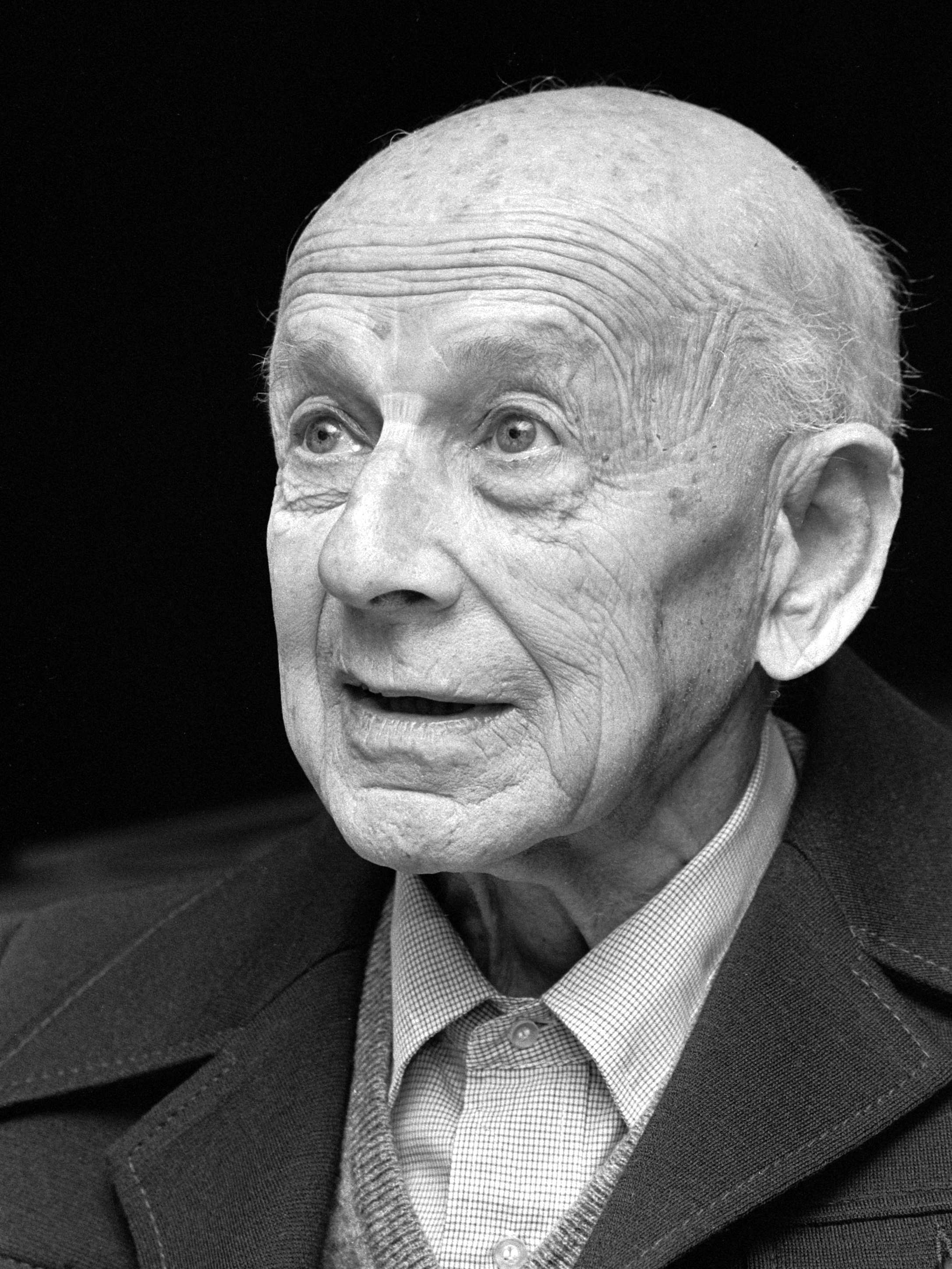
Paul Citroen (1981)

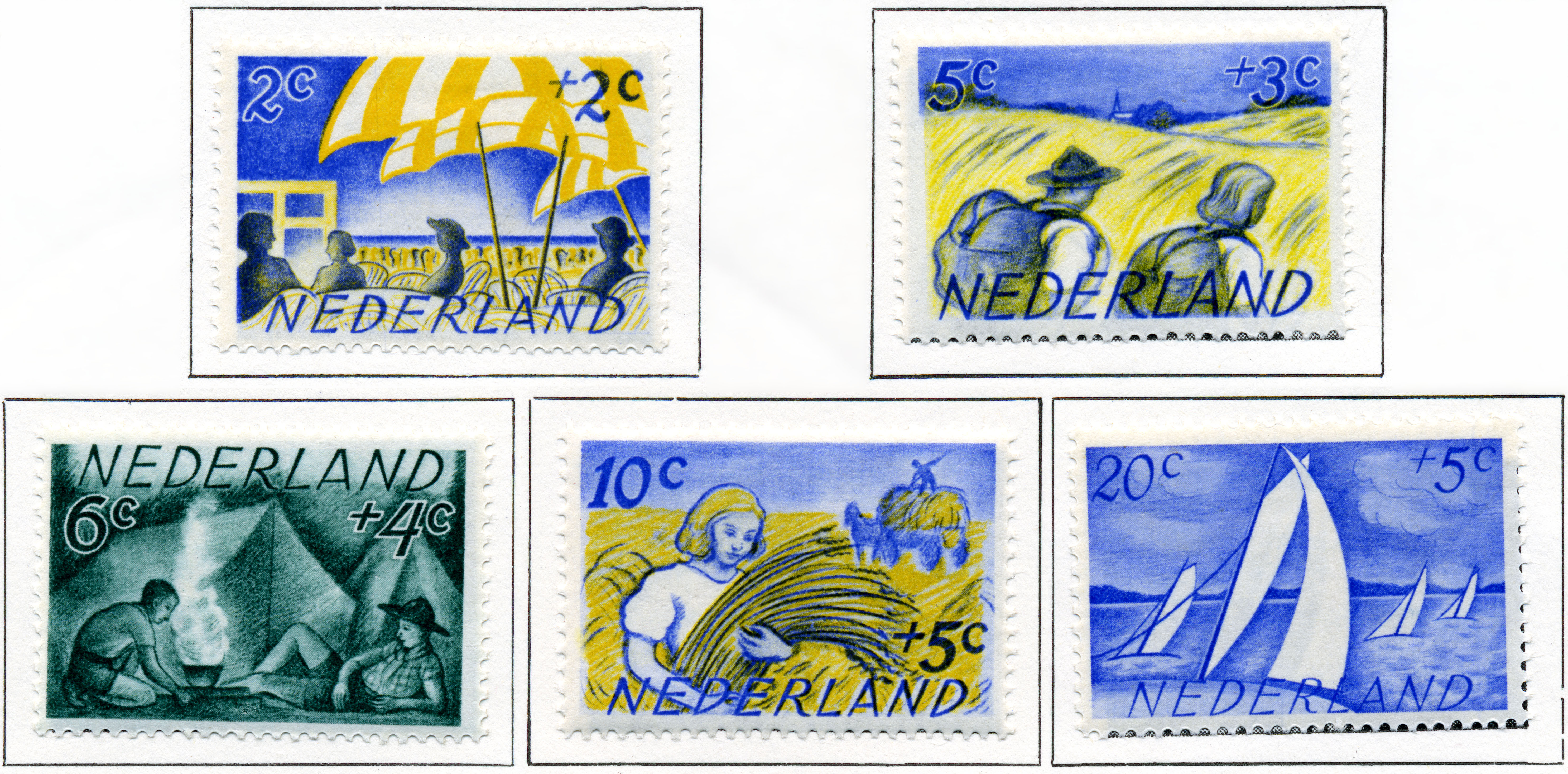
Von Paul Citroen gestaltete Briefmarken

Paul Citroen (geb. 15. Dezember 1896 in Berlin; gest. 13. März 1983 in Wassenaar) war Maler, Zeichner, Fotograf und Kunstpädagoge, der die längste Zeit seines Lebens in den Niederlanden wirkte.

## Leben
Paul Citroen wurde als Kind eines holländisch-jüdischen Ehepaars in Berlin geboren, wo sein Vater die Pelzfabrikation und Fellhandlung „A. B. Citroen“ am Werderschen Markt betrieb. Von 1908 bis 1910 besuchte er das Askanische Gymnasium in Berlin, mit dem späteren Fotografen Erwin Blumenfeld als Klassenkamerad. Bereits früh zeigte er künstlerisches und kommerzielles Talent. 1915 begann er eine Buchhändlerlehre. Über den Kontakt Georg Muches, mit dem er zuvor, von 1912 bis 1914, in den Studienateliers für Malerei und Plastik in Berlin-Charlottenburg studierte, lernte er Herwarth Walden kennen und richtete für ihn die Sturm-Kunstbuchhandlung ein und ging daraufhin als offizieller Vertreter des Sturm 1917 in die Niederlande.
Durch Walden machte er 1918 mit den Mitgliedern der Dada-Gruppe Bekanntschaft und erstellte, inspiriert durch seinen Freund Erwin Blumenfeld, ab 1919 erste „Klebebilder“ (Fotomontage). Blumenfeld heiratete 1921 Pauls Cousine Lena Citroen (1896–1990).
Auf Anraten von Georg Muche setzte Paul Citroen seine künstlerische Ausbildung fort und studierte von 1922 bis 1924 am Weimarer Bauhaus, wo er den Vorkurs Johannes Ittens belegte. 1923 unterstützte er Paul Klee bei der Organisation der ersten großen Bauhaus-Ausstellung. Seine Fotocollage Metropolis war Teil der Ausstellung.
Otto Umbehr (Umbo) und Marianne Breslauer, die er beide vom Bauhaus kannte, brachten ihm, wieder in Berlin, nacheinander das Fotografieren näher. Durch Breslauer, die ihn mehrfach porträtierte, traf er auch Werner Rohde, mit dem ihn eine lebenslange Freundschaft verband.
Nach zeitweiligen Aufenthalten in Paris und Basel zog er 1927 endgültig nach Amsterdam um. Am 18. Dezember 1929 heiratete Paul Citroen die Schwester des Malers Jacob Bendien, Céline (Lien) geborene Bendien.  Das Ehepaar zog in ein Haus auf der Kerkstraat in Amsterdam, in dem Jacob Bendien sein Atelier hatte. Als Hochzeitsgeschenk bekam er von seinen Eltern eine Kamera (im Format 6 × 9). Durch Porträtaufnahmen bestritt er damit seinen Lebensunterhalt. 1930 wurde seine Tochter Paulien Charlotte Lena geboren.
1932 fand in Amsterdam eine erste Ausstellung mit seinen Fotografien statt.
Im Jahr 1933 gründete er in Amsterdam zusammen mit Charles Roelofsz eine freie, an den Methoden des Bauhauses ausgerichtete, Kunstakademie: die Nieuwe Kunstschool. Dieses Institut, das 1937 schon einmal aufgrund fehlender finanzieller Mittel hatte schließen müssen, wurde 1943 von den Nationalsozialisten, welche die Niederlande damals besetzten, als entartet endgültig aufgelöst.
Seit 1935 war Citroen auch Lehrer der Abendkurse für Werbung an der Kunstakademie in Den Haag; im Jahr 1936 zog er nach Wassenaar auf den Oostdorperweg 100. 1937 kam die Ernennung zum Professor für Malerei an der Kunstakademie Den Haag. Wie bereits in der Nieuwe Kunstschool, unterrichtete er im Stil des Bauhauses, was als Neuerung im niederländischen Kunstunterricht galt. Er war dort unter anderem Toon Wegners Lehrer.
Am 23. November 1940 wurde Paul Citroen als Dozent der Akademie freigestellt. Er war einer der beiden Lehrer, die von dem bestellten Reichskommissar für die besetzten niederländischen Gebiete während der Kriegsjahre ihrer Funktion enthoben wurden, weil sie jüdisches Blut hatten. Citroen tauchte daraufhin mit seiner Familie bis 1944 in 's-Graveland (Nordholland) unter. Von 1945 bis 1960 lehrte Paul wieder an der Kunstakademie in Den Haag.
Citroen unterhielt, unter anderem als Mitglied der Gesellschaft Pulchri Studio, Kontakte zu den bedeutenden Schriftstellern und Künstlern der Niederlande. Er illustrierte zum Beispiel Der König ist tot des jungen Cees Noteboom (1961). Auch porträtierte er fotografisch (wie zeichnerisch) deutsche wie internationale Persönlichkeiten des Kulturlebens, wie J.J.P. Oud, Oskar Kokoschka, Thomas Mann (und dessen Kinder), Max Ernst, Ossip Zadkine, Yehudi Menuhin, Benjamin Britten, Darius Milhaud, John Cage, Curt Bois und viele andere mehr.
Im Jahr 1956 gab es eine erste Retrospektive seines zeichnerischen, später auch seines malerischen Werkes, zunächst im Gemeentemuseum Den Haag, dann im Stedelijk Museum in Amsterdam und weiteren Städten der Niederlande. Die erste Einzelausstellung seiner Werke war im Jahr 1971 im Rheinischen Landesmuseum Bonn und 1973 waren Fotografien von Citroen in der Ausstellung Medium Fotografie. Fotoarbeiten Bildender Künstler 1910–1973 im Leverkusener Museum Schloß Morsbroich zu sehen. Im folgenden Jahr war er wiederum mit Gemälden in den Staatlichen Museen zu Berlin zu Realismus und Sachlichkeit. Aspekte deutscher Kunst 1919–1933 vertreten.
Am 22. August 1961 starb seine Ehefrau Lien Citroen-Bendien. Im März 1964 heiratete er erneut, diesmal Christi Frisch. Bereits 1960 war Citroen nach Wassenaar umgezogen, wo er im Alter von 86 Jahren 1983 starb.

## Werke
Paul Citroen ist vor allem als Zeichner bekannt. Im Haager Letterkundig Museum (Literaturmuseum) befinden sich 49 Porträts von bedeutenden Autoren. Auch als Fotograf ist er anerkannt. Sein Negativarchiv ist seit 1986 im Besitz des Kupferstichkabinetts der Universitätsbibliothek Leiden.
Im Jahr 1923 entstanden seine bekannteste Arbeiten, die Fotocollagen Großstadt und Metropolis, die Fritz Lang zum Film gleichen Namens inspiriert haben soll.Ref?
Zwischen 1947 und 1949 entwarf er außerdem Bühnenbilder für die Nederlandse Opera, Keramiken, sowie Briefmarken für die niederländische  Post (1948 Sondermarken für die Kinderhilfe und 1949 für den Sport).
Ein Teil seines schriftlichen Nachlasses befindet sich im Deutschen Kunstarchiv im Germanischen Nationalmuseum in Nürnberg.

## Familie
Sein Vater war der gebürtige Amsterdamer Hendrik Roelof Citroen (1865–1932) und war Inhaber der Pelzfabrikation und Fellhandlung „A. B. Citroen“ am Werderscher Markt 7 in Berlin. Seine Mutter Ellen (Eileen), eine geb. Philippi (1872–1945) entstammte einer jüdischen Berliner Familie. Die Eltern wohnten um 1910 bis 1932 in der Derfflingerstraße 21. Hendrik Citroen starb am 9. Oktober 1932 in Berlin. Die Mutter Ellen hielt sich während des Zweiten Weltkriegs in den Niederlanden auf, wurde von Amsterdam am 1. Januar 1945 in das KZ Bergen-Belsen deportiert und verstarb dort am 6. Januar 1945.
Paul Citroen hatte zwei Schwestern und einen Bruder:
- Charlotte Lena Pauline Hendrik Citroen (1894–1912), wurde nur 18 Jahre alt.
- Ilse Luise Citroen-Ledermann (1904–1943), wurde mit ihrem Gatten Franz Ledermann (1889–1943) und Tochter Susanne (geb. 1928) am 19. November 1943 in KZ Auschwitz-Birkenau ermordet.
- Hans Albert Hendrik Citroen (1905–Anfang 1985), später in Israel mit neuem Namen Chanan Cidor[10], konnte 1933 nach Paris fliehen, sich dort mit einem Pelzgeschäft selbständig machen, und 1942 mit seiner Frau, der Bauhäuslerin Ruth Cidor-Citroën  und drei Kindern in die Schweiz entkommen, er wurde später israelischer Botschafter in den Niederlanden.